# Anaea xenocrates
Anaea xenocrates är en fjärilsart som beskrevs av John Obadiah Westwood 1850. Anaea xenocrates ingår i släktet Anaea och familjen praktfjärilar. Inga underarter finns listade i Catalogue of Life.